# Mästerskapsserien
La Mästerskapsserien (Serie del titolo di campione) era un torneo di calcio giocato in Svezia tra il 1991 e il 1992 che stabiliva il "Campione di Svezia". Le prime sei squadre dell'Allsvenskan si qualificavano al torneo.
Parallelamente le ultime quattro formazioni si giocavano la salvezza disputando la Kvalsvenskan con quattro squadre del campionato di Division 1, ed eventualmente (in caso di mancata salvezza diretta) un ulteriore spareggio salvezza/promozione.

## Albo d'oro
| Anno | Vincitore    | Finalista      |
| ---- | ------------ | -------------- |
| 1991 | IFK Göteborg | IFK Norrköping |
| 1992 | AIK          | IFK Norrköping |

## Vittorie per club
| Titoli | Club         |
| ------ | ------------ |
| 1      | AIK          |
| 1      | IFK Göteborg |